# Sam Heughan
Sam Heughan (* 30. dubna 1980, New Galloway, Spojené království) je skotský herec známý především rolí Jamieho Frasera v televizním seriálu Cizinka. Byl nominován na Cenu Lawrence Oliviera jako nejslibnější herec roku 2003 za roli ve hře Outlying Islands v divadle Royal Court.

## Život a kariéra
Narodil se 30. dubna 1980 v New Galloway ve Skotsku. Studoval na skotské královské akademii hudby a dramatu (nyní královská skotská konzervatoř) v Glasgow. V roce 2009 byl obsazen do vedlejší role Skota Nielsona, přítele zdravotní sestry Cherry Malonové a tajného drogového dealera v telenovele BBC Doctors. V roce 2011 si zahrál prince Ashtona na Hallmarku ve filmu Princess for Christmas.
V roce 2011 se objevil v dramatu BBC First Light a o rok později si zahrál Batmana na divadelní tour Batman Live. 
V roce 2013 byl obsazen jako Jamie Fraser do dramatického seriálu stanice Starz Cizinka. Byl tak prvním oficiálně oznámeným hercem celé série, k velké radosti autorky knih Diany Gabaldon, která řekla:
Můj Ty Bože. Ten muž je Skot až do morku kostí a Jamie Fraser každým coulem. Sam jen nehraje, on je Jamie. Jsem vděčná týmu, že dal duši postavám i příběhu.
Diana Gabaldon

## Filmografie

### Film
| Rok  | Název                       | Role              | Poznámky            |
| ---- | --------------------------- | ----------------- | ------------------- |
| 2001 | Small Moments               |                   | krátkometrážní film |
| 2010 | Mladý Alexandr Veliký       | Alexander         |                     |
| 2013 | Emulsion                    | Ronny Maze        |                     |
| 2014 | Srdce lehkosti              | Lyngstrand        |                     |
| 2016 | When the Starlight Ends     | Jacob             |                     |
| 2018 | Špión, který mi dal kopačky | Sebastian Henshaw |                     |
| 2020 | SAS: Red Notice             | Tom Buckingham    |                     |
| 2020 | Bloodshot                   | Jimmy Dalton      |                     |

### Televize
| Rok        | Název                                       | Role                      | Poznámky                 |
| ---------- | ------------------------------------------- | ------------------------- | ------------------------ |
| 2004       | Island at War                               | Philip Dorr               | mini-série, 5 dílů       |
| 2005       | River City                                  | Andrew Murray             | 3 díly                   |
| 2006       | The Wild West                               | John Tunstall             | díl: „Billy the Kid“     |
| 2007       | Vraždy v Midsomeru                          | Ian King                  | díl: „King's Crystal“    |
| 2007       | Party Animals                               | Adrian Chapple            | 2 díly                   |
| 2007       | Rebus                                       | Peter Carr                | díl: „Knots and Crosses“ |
| 2007       | A Very British Sex Scandal                  | Edward McNally            | TV film (Channel 4)      |
| 2009       | Breaking the Mould: The Story of Penicillin | Dr Charles Fletcher       | TV film (BBC Four)       |
| 2009       | Doctors                                     | Scott Nielson             | vedlejší role, 21 dílů   |
| 2010       | First Light                                 | Geoffrey 'Boy' Wellum     | TV film (BBC Two)        |
| 2010       | Any Human Heart                             | poručík McStay            | 2 díly                   |
| 2011       | A Princess for Christmas                    | Princ Ashton z Castlebury | TV film (Hallmark)       |
| 2014–dosud | Cizinka                                     | Jamie Fraser              | hlavní role              |
| 2018       | The Adventure Show                          | Sám sebe                  | díl: „Take A Hike“       |

### Divadlo
| Rok     | Název               | Role                       | Divadlo                              | Poznámky                                                      |
| ------- | ------------------- | -------------------------- | ------------------------------------ | ------------------------------------------------------------- |
| 2002    | Outlying Islands    | John                       | Royal Court Theatre Upstairs, London | Nominace – Laurence Olivier Award za nejslibnější představení |
| 2005    | Knives in Hens      | Pony William               | TAG Theatre Company, Glasgow         |                                                               |
| 2007    | The Vortex          | Tom Veryan                 | Royal Exchange Theatre, Manchester   |                                                               |
| 2007    | Hamlet              | Guildenstern, Fortinbras   | Citizens Theatre, Glasgow            |                                                               |
| 2007    | The Pearlfisher     | Roderick, Eddie the Gaffer | Traverse Theatre, Edinburgh          |                                                               |
| 2008    | Romeo and Juliet    | Paris                      | Dundee Repertory Theatre             |                                                               |
| 2008    | Macbeth             | Malcolm, murderer          | Royal Lyceum Theatre, Edinburgh      |                                                               |
| 2009    | Plague Over England | Gregory                    | Duchess Theatre, West End            |                                                               |
| 2011–12 | Batman Live         | Batman                     | Touring show                         |                                                               |
| 2012    | King John           | král John                  | Oran Mor theatre                     |                                                               |